# 三氯化钚
三氯化钚的化学式为PuCl3，有强放射性。极毒。

## 制备
三氯化钚可由金属钚溶解在盐酸中得到。

## 结构
三氯化钚中的钚原子为九配位，具有三冠三角棱柱分子构型。